# Elasmucha flammatum
Elasmucha flammatum är en insektsart som först beskrevs av William Lucas Distant 1893.  Elasmucha flammatum ingår i släktet Elasmucha och familjen taggbärfisar. Inga underarter finns listade i Catalogue of Life.